# Pankostető
Pankostető az írásmódtól függően két jelentéssel bír. Kötőjellel írva, Pankos-tető: egy tájegységet jelöl, mely a Pilis hegységben fekszik (más elnevezése: Klánec). Egybeírva Pomáz külterületi településrészét jelenti, amely a Pankos-tető tájegységen belül fekvő üdülőtelepet takarja.

## Az elnevezés jelentése
Ehelyt a ponkhálót verem, nehogy vajegy mérges ponk megmássza a lovakot. -Gyere elé, s három csürkét ölints le, mert az urak megehültek.
A „Pankos” szó eredetére háromfajta magyarázatot is adnak a források. Maga a „pank” vagy a „pankos” szó így sehol nem szerepel a magyar szótárakban, sem a tájnyelvű szókincsekben. Ehhez nagyon hasonlóból viszont több is: ponk, pánk, pánkó.
A „ponk” egyrészt kisebb dombot (ponk=dombocska) is jelenthet a székely szókincsben.
Másrészt a "ponk" a pók szavunkból eredhet. Székely verzióban a „ponk” = pók (Udvarhelyszék), vagy másképpen „pánk” (Háromszék).
Harmadrészt a „pánkó” szó székelyföldön fánkot is jelent.
A terület másik „Klánec” elnevezéséről is többfajta jelentés él a forrásokban.
Egyes források szerint a Klánec elnevezés a pomázi szerbektől származik, a klanac magyarul szűkületet, mély utat jelent.
Más források szerint pedig a szlovák „klat” szóból ered, ami szlovákul annyi, mint ölni, gyilkolni.

## Földrajza

### Fekvése és geomorfológiája
A Dunántúli-középhegység északkeleti tagja a Dunazug-hegység, melynek része a Pilis. Geológiailag és geomorfológiailag két részre osztható: a délnyugati Pilisre és az északkeleti Visegrádi-hegységre. A kettőt egymástól a Szentléleki-patak völgye és a Pilisszentlélek (az egykori Bitovec), Dobogó-kő és Pomáz közötti műút választja el. A műút a következő pontokat érinti: Pilisszentlélek, Kakas-hegy, Pilisszentkereszt, Első major, Második major, Harmadik major, Pankos-tető (Klánec), Negyedik major, Pomáz.
Maga Pankos-tető ettől az úttól északra, vagyis a Visegrádi-hegységben fekszik. Pontos elhelyezkedését tágabb környezetében itt tekinthetjük meg műholdképen, fekvését szűkebb környezetében, domborzati térképen itt tekinthetjük meg.
Animációs kisfilmet, a google-map műhold képen és Pankostetőről készült körpanoráma 3D animációt itt tekinthetjük meg (szerkesztette, összeállította a szócikk szerzője. Technikai megjegyzés: a "lassú letöltés" gombbal tölthető le a film.)
A Visegrádi-hegység vulkanikus kőzetből áll.
Pankos-tetőt északról a Száraz-Klanác hegy, keletről és délkeletről a Holdvilág-árok, délről az Esztergomot és Pomázt összekötő főút, dél–délkeletről Kiskovácsi, nyugatról a már nevezett út mentén fekvő „második és „harmadik major”-nak hívott településrészek (Nagykovácsipuszta), észak–északnyugatról a Salabasina-árok déli része határolja.
Pankostető üdülőtelep (zártkert) Pankos-tető déli sarkában fekszik. Délről és délnyugatról a nevezett főút, dél–délkeletről Kiskovácsi, keletről a Holdvilág-árok, nyugatról a „Harmadik major” határolja.

### Talajtani adottságok
A Visegrádi-hegység földtanilag a Börzsönnyel rokon, miocénkori vulkanikus eredetű andezitből épül fel.
A terület alapvetően karsztos alapkőzetű. Említést érdemel a clintonit ásvány (molekula leírása: Ca(Mg, Al)3[(OH)2|Al3SiO10]). Lelőhelye amúgy Európában máshol csak Franciaországban, Olaszországban és Svédországban van, illetve a svájci Alpokban is, amit Magyarországon nem régen fedeztek fel a Pankos-tetőn. (A terület határán találtak már clintonitot a Salabasina-árokban, s korábban a Klanec-hegyen.)
Pankos-tető ásványvilága meglehetősen sokszínű, bár kevéssé ismert, mivel az ásványok többsége ritkán és kis mennyiségben fordul elő. A mészkőhegyek jellegzetes ásványa a kalcit, ami főleg a mészkőfejtésekben jelent meg. A jégkorszak szélviharainak maradványa az ún. éleskavics.
A Dera-patak másik oldalán az andezit vulkánokra jellemző ásványok találhatóak. Ez a kőzet jellemzően réteges, pados elválású. A Csikóvár oldalában található andezitekből váltak ki a vízmosásokban, torkolatokban, patakokban is látható ásványok. Ilyen a vörösgránit. A Pomázt körülvevő hegyekben ismert a magnetit, melyből valaha vasat olvasztottak. Szén után folytak kutatások, ami 450–675 m mélységben van, felszínre hozása nem gazdaságos, minősége gyenge.

### Tájegységek
Pankos-tetőt két nagy részre oszthatjuk: délen Pankostető üdülőtelepre és az attól északra fekvő többi, többnyire erdős, kisebb részben rétekkel tarkított Duna-Ipoly Nemzeti Parkhoz tartozó területre. Együtt nevezzük az egészet Pankos-tetőnek, mint tájegységet.

### Domborzat
Pankos-tető
Délről északra emelkedik a terület magassága. Gyakorlatilag egy dombhát, amelynek gerincvonala (nem teljesen egyenes) dél/délnyugati irányból észak/északkeleti irányba emelkedik. Legmagasabb pontja a terület észak nyugati negyedében fekszik, 308 méterrel a tenger szintje felett. A terület északi fele 284,5–308 méter közötti magasságban fekszik, déli fele pedig 220-284,5 méter közötti.
Legdélebbi pontjának koordinátái (GPS): szélesség: 47.6665796998921, hosszúság: 18.9593044463162.
Legészakibb pontjának koordinátái: szélesség: 47.6763464415464, hosszúság: 18.9592594568971
A Pankos-tető dél csücskében fekvő Pankostető üdülőtelep legmagasabb pontja 269,5 legalacsonyabb pontja 222,5 méteren fekszik. Pankostető üdülőtelep három bejáratának koordinátáit (GPS) az alábbi ábrán láthatjuk. Részletes domborzati térképét pedig itt tekinthetjük meg.

### Barlangok
Magán Pankos-tetőn nincs barlang, de határához közel több is található. A terület északkeleti csücskénél fekszik, még a Holdvilág-ároktól nyugatra, vagy közvetlenül ott három barlang: 1. a Karolina-odú, 2. a Karolina árok alsó- és 3. felső barlangja. Pankos-tető északnyugati csücskétől nem messze a Salabasina-üreg elnevezésű barlangot találjuk.

### Vízrajz
Felszíni vizekben, lévén dombhát, szegény a terület, de felszín alatt futó patakokban gazdag, ezek vize erősen meszes. Felszíni patak nincs a területen, ilyenek csak a területet határoló árkokban találhatóak (Holdvilág-árok, Salabasina-árok).

### Éghajlat
Bár a hegyek itt nem olyan magasak, hogy valódi hegyvidéki éghajlatot alakítsanak ki a kontinentális helyett, a környezetétől azonban határozottan elkülönül csapadékosabb, a magasabb térszíneken pedig alacsonyabb hőmérsékletű klímája. A Visegrádi-hegység némileg csapadékosabb, kicsit alacsonyabb az átlaghőmérséklet is. Az egyes hegycsoportok és az általuk közbezárt kisebb-nagyobb medencék között jelentős különbségek mutatkoznak hőmérséklet, csapadék, s különösen a széljárás tekintetében. Pankos-tető viszonylag védett déli irányú lejtője miatt kevésbé szeles, mint a Visegrádi hegység többi része, s valamivel enyhébb klímájú, mint a hegység magasabb részei.

### Élővilág, természetvédelem

#### Élővilág

##### Növényvilág

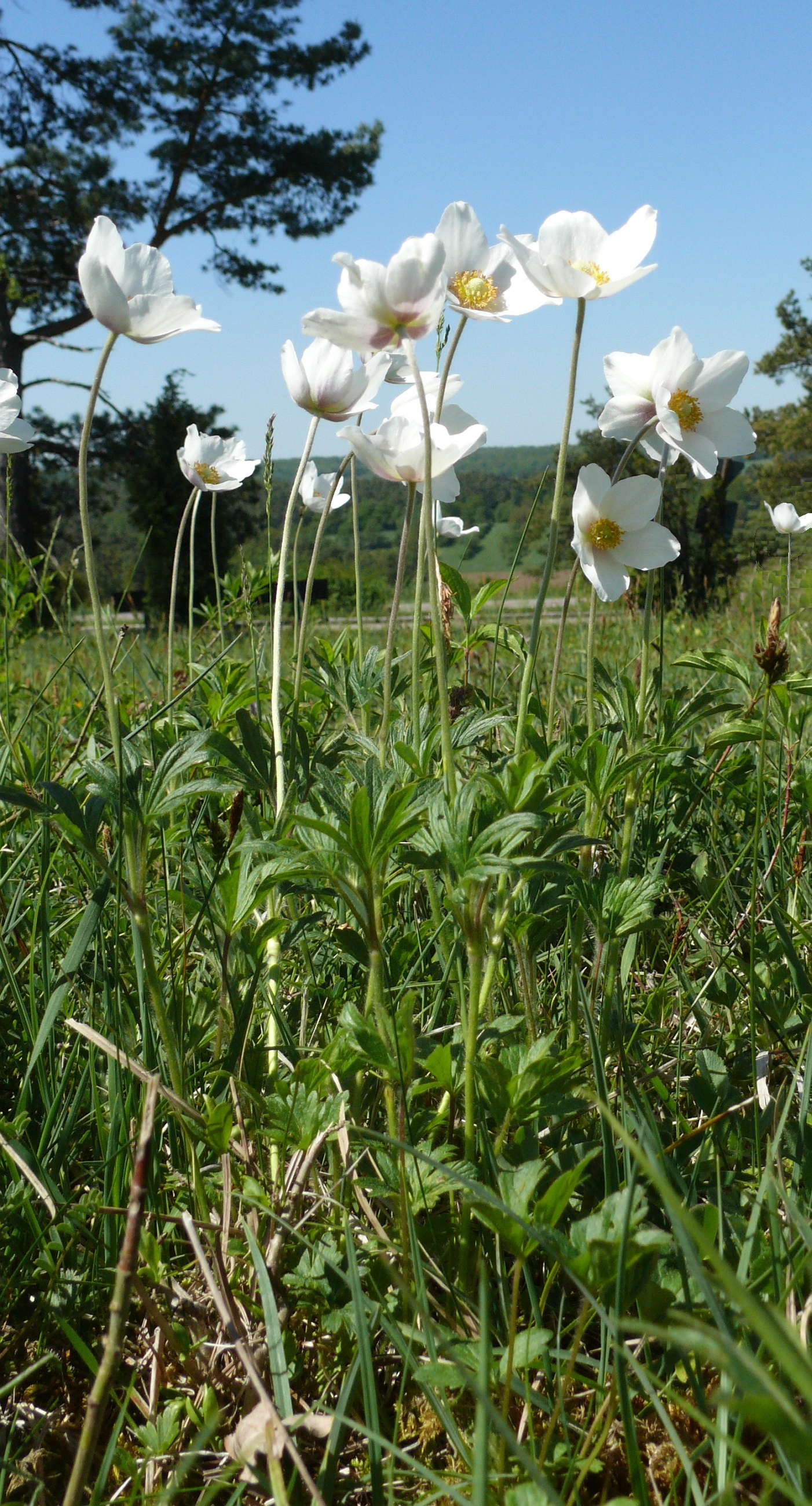
Erdei szellőrózsa (Anemone sylvestris)

Az idős bükkös, cseres-tölgyes, bokorerdő-állományok, dolomit sziklagyepek, hársas törmeléklejtő-, illetve sziklaerdők adják a fő értéket, de előfordulnak a száraz tölgyesek, extrazonális gyertyános tölgyesek is. Különleges értéket jelentenek a tisztások, amelyeken mészkerülő fajok élnek, mint például a szőrfű (Nardus stricta) és a közönséges kígyónyelv (Ophioglossum vulgatum), a védett fajok közül pedig a kornistárnics (Gentiana pneumonanthe), valamint több orchideafaj is megtalálható a területen.
A bioszféra-rezervátumban számos további védett növényfajjal találkozhatunk: például több árvalányhaj-, nőszirom- és kökörcsinfaj, valamint a magyar zergevirág (Doronicum hungaricum), a hegyközi cickafark (Achillea crithmifolia), a tavaszi hérics (Adonis vernalis), és a kisfészkű hangyabogáncs (Jurinea mollis) is él itt. A megbúvó lápok a védett fajok közül többek között a vidrafű (Menyanthes trifoliata), a hússzínű ujjaskosbor (Dactylorhiza incarnata) és a mocsári kosbor (Orchis laxiflora) menedékhelyei. A terület bennszülött faja a magyar bogáncs (Carduus collinus). 
Pankostetőt a vadkörte (Pyrus pyraster Burgsd) fontos előfordulási helyei között tartják számon. A Pilis üledékes kőzetvonulata több ritka faj termőhelye, például a fokozottan védett magyarföldi husángnak (Ferula sadleriana), amelynek itt találhatók az ország legnagyobb, még életképes egyedszámú állományai. Itt él továbbá a harangláb (Aquilegia vulgaris), a fehér sás (Carex alba), az erdei szellőrózsa (Anemone sylvestris) és a sápadt kosbor (Orchis pallens). Jellemző növénytársulások még a sziklai cserjések (csepleszmeggy, gyöngyvesszőcserjés). 
A dolomit jelenlétének köszönhetően a közönséges napvirág (Helianthemum ovatum), a naprózsa (Fumana procumbens), az ezüstvirág (Paronychia cephalotes) és a magas gubóvirág (Globularia punctata) is előfordul. Ritka növényei a magyarföldi husáng, különböző kosborok és tárnicsok. Jellemző fajai a réti iszalag és a csikófark.
A hegyek többségét még ma is a természeteshez közeli társulás, főként különböző erdők borítják. A terület alapvető (zonális) társulása a cseres tölgyes és a gyertyános tölgyes, amit azonban az élénk domborzat gyakorta módosít. Az északi lejtőkön és a hűvösebb völgyekben tölgyelegyes bükkösök találhatók. A bükkösökben az aljnövényzet szegényes vagy teljesen hiányzik, s ezért a szürke törzsű faóriások között egy templomszerű, fenséges oszlopcsarnokban érezhetjük magunkat. A kitett meredek lejtőkön általában nem alakultak ki erdők, hanem fajokban gazdag, ún. sziklai vegetációk vannak jelen, esetleg az erdők felé átmenetet jelentő karsztbokor-erdők díszlenek. A Dunántúli-középhegység jellegzetes molyhostölgy-bükkös-virágoskőris karszterdő-társulása a Pilisben éri el elterjedésének keleti határát. A sajmeggyes karsztbokorerdő a déli sziklás gerincek elterjedt társulása, jellemző lágyszárúja a magyar bogáncs és itt él jégkorszaki maradványfajként a fokozottan védett magyarföldi husáng is.
Pankos-tetőn fenyőerdő rész csak Pankostető (üdülőtelep) nyugati felétől délre található, a főút és Pankostető (üdülőtelep) közötti kisebb szakaszon.
Az egész határban sokfajta gyógynövény található. Nő itt a tüdőfű (Pulmonaria officinalis), a lestyán (Levisticum officianale), közönséges párlófű (Agrimonia eupatoria), közönséges orbáncfű vagy lyukaslevelű orbáncfű (Hypericum perforatum), kamilla (Matricaria chamomilla), orvosi angyalgyökér (Archangelica officialis), erdei árnika (Arnica montana), orvosi bakfű (Betonica officinalis), beléndek (Hyoscyamus niger), ökörfarkkóró (Verbascum thapsiforme), maszlag (Datura stramonium), édeskömény (Foeniculus vulgare), pásztortáska (Capsella bursa pastoris), martilapu (Tussilago farfara), gyermekláncfű (Taraxacum officinale), lándzsás útifű (Plantago lanceolata), porcsinkeserűfű vagy madárkeserűfű (Polygonum aviculare), közönséges vasfű (Verbena officinalis) és még sok más.

##### Gombák

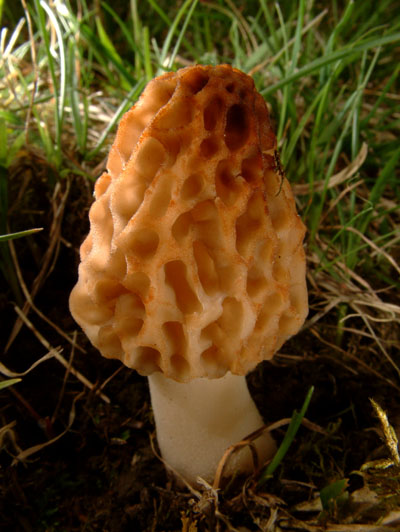
Kucsmagomba (Morchella esculenta)

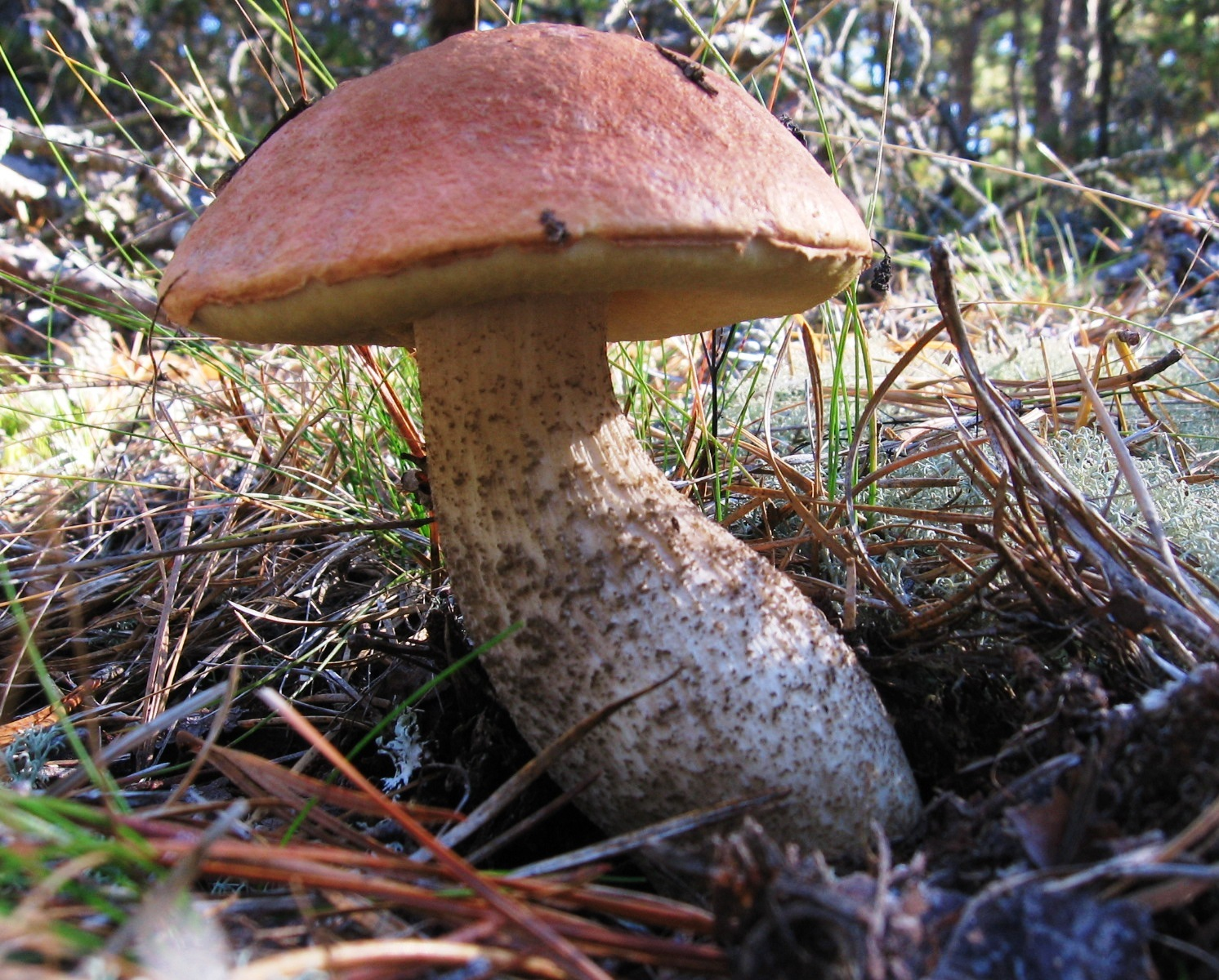
A vörös érdestinóru (Leccinum aurantiacum)

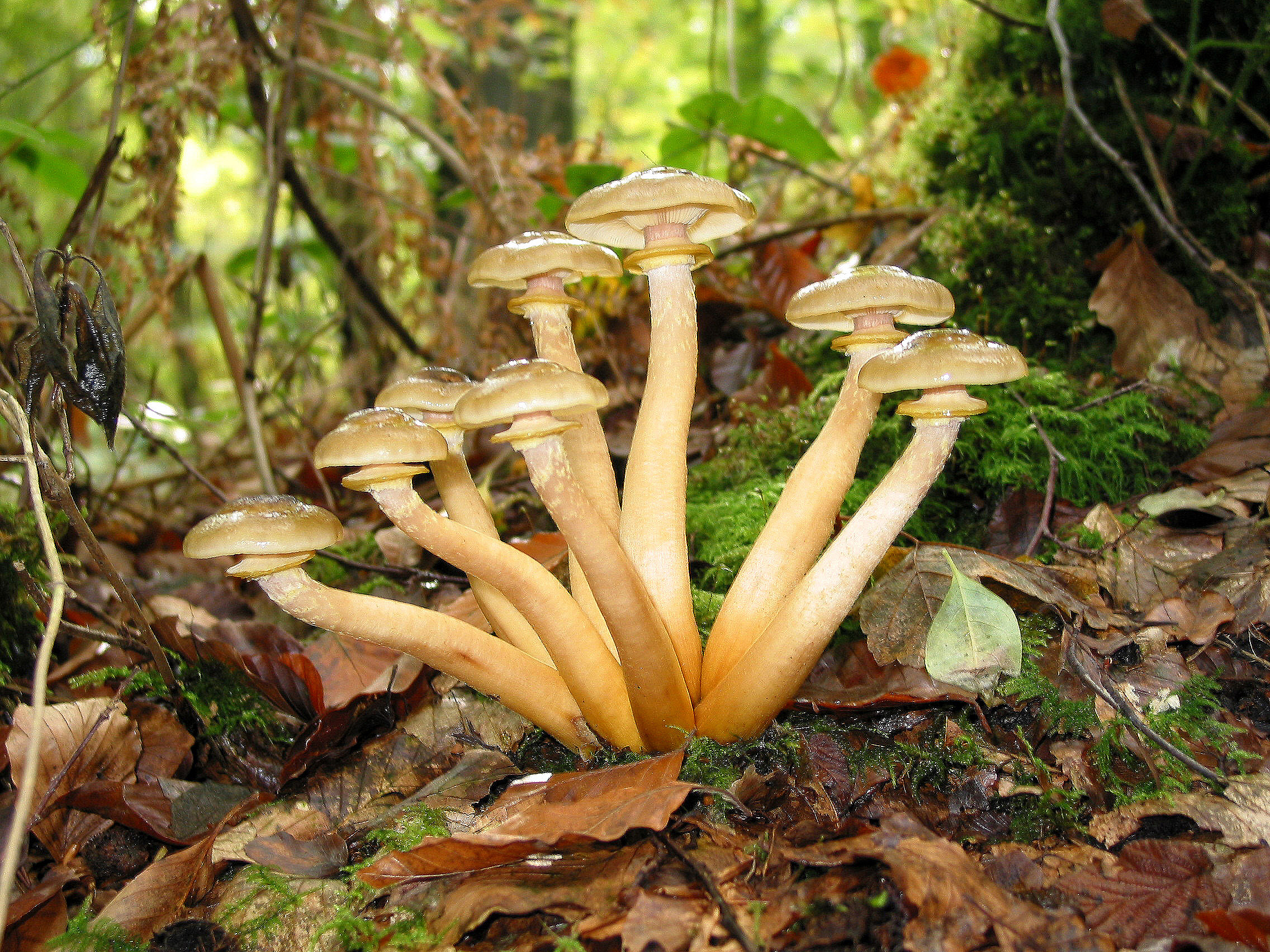
A gyűrűs tuskógomba (Armillaria mellea, régebben Armillariella mellea)

A mezőn, erdőn sok gomba nő. Különösen ha sok az eső, s az erdőben nedvesség van. Áprilistól egészen decemberig szedik. Az első tavaszi gomba az ízletes kucsmagomba (Morchella esculenta), mindenütt megtalálható, a Kétbükkfa-nyeregnél is. Ezután következik az illatos májusi pereszke (Calocybe gambosa), a mezei szegfűgomba (Marasmius oreades), a csiperkegombák (Agaricus sp.), mely ugaron és legelőkön nő, ahol tehenek legelnek és megtrágyázzák a földet. Nagyon kedvelt a szemcsésnyelű fenyőtinóru (Suillus granulatus) mely júniustól egészen novemberig előfordul, továbbá az ízletes vargánya (Boletus edulis), mely a Dubiny nevű erdőben, és általában a bükkösökben és tölgyesekben terem. Ezt a gombát szárításra is szedik. A gyertyánfák alatt nő a molyhos tinóru (Boletus subtomentosus). Az akácosban a nagy őzlábgomba (Macrolepiota procera), melyet úgy rántanak ki, mint a húst. A gyertyánosokban és bükkösökben az utak mentén nő a sárga rókagomba (Cantharellus cibarius), mely hosszú sorokban kukucskál ki a lehullott levelek alól. Gyönyörű gomba a királytinóru (Boletus regius).
Található még sárga korallgomba (Ramaria flava). Igen kedvelt az ízletes tőkegomba (Kuehneromyces mutabilis) és a gyűrűs tuskógomba (Armillaria mellea) is. A szőlőkben, a Pilis alatti parlagföldeken s az utak mentén nő az óriás pöfeteg (Langermannia gigantea), amely szépen fölszeletelhető és – mint a hús – kirántható. A rezgőnyárfák alatt terem a vörös érdestinóru (Leccinum aurantiacum), míg szeptembertől decemberig, de még januárban és februárban is, főleg a bükkösök fatönkjein és kidőlt törzsein fellelhető a késői laskagomba (Pleurotus ostreatus).

##### Állatvilág

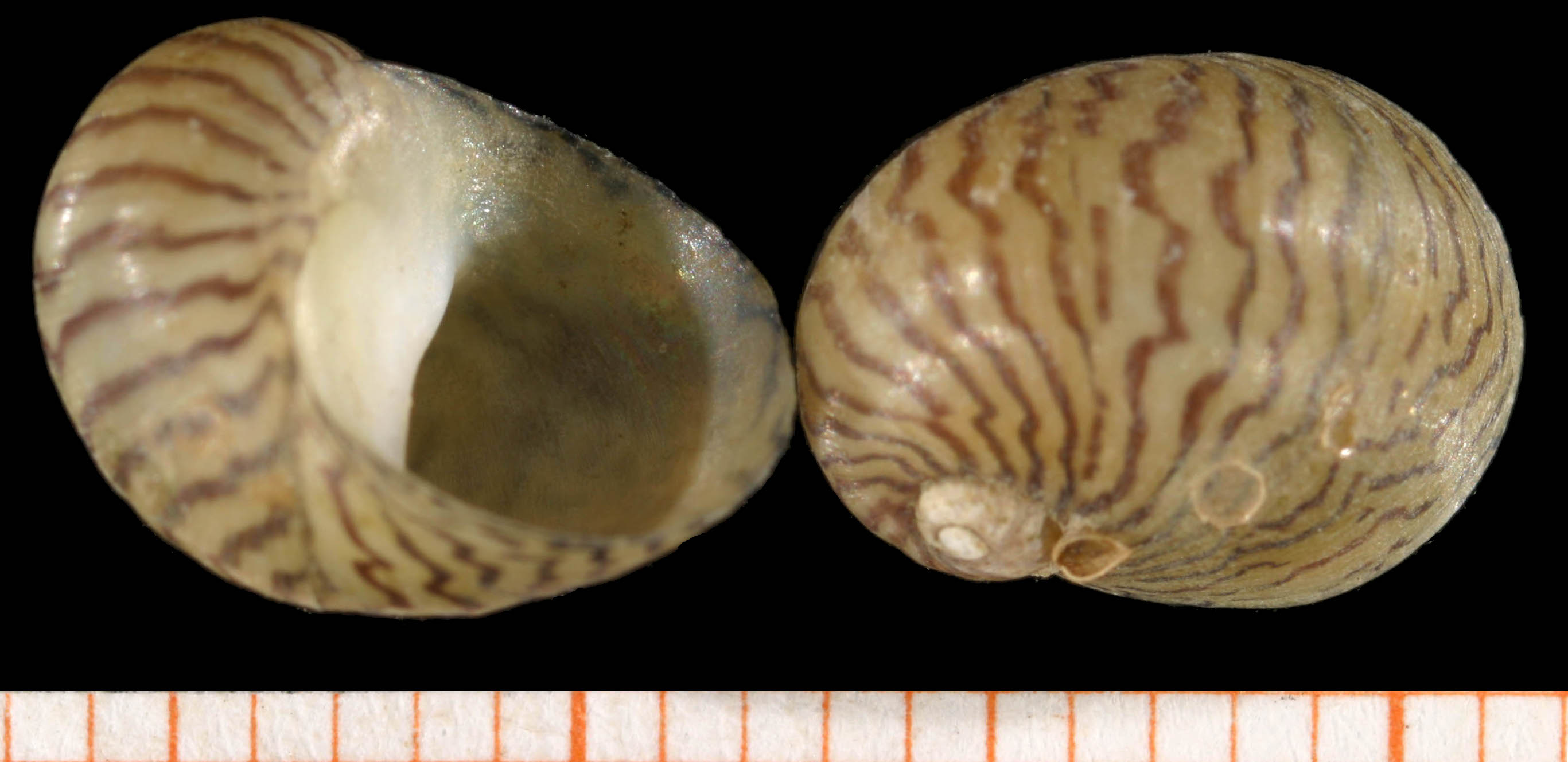
Rajzos csiga (Theodoxus danubialis)

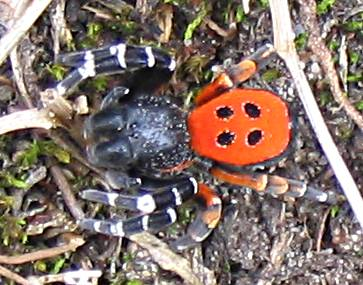
A bikapók (Eresus cinnaberinus), középhegységeink déli kitettségű sziklagyepeinek elterjedt pókfaja Pankos-tetőn is megtalálható

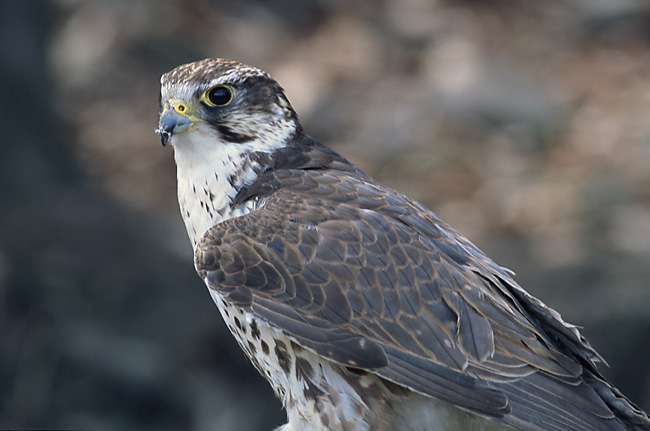
A kerecsensólyom (Falco cherrug)

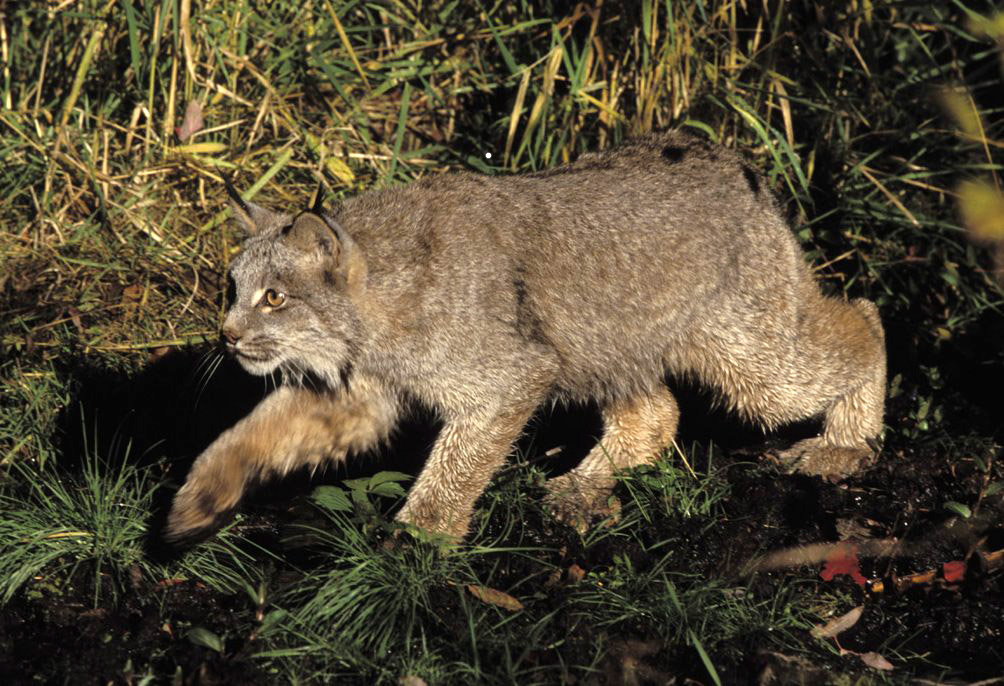
A kárpáti hiúz Magyarországon a fokozottan védett fajok közé tartozik, s Pankos-tetőn is megtalálható

A bioszféra-rezervátum állatvilágát sok más faj mellett ritka endemikus csigafajok, mint például a bödöncsiga (Theodoxus transversalis) és a rajzos csiga (Theodoxus danubialis) alkotják. A rovarok közül megtalálható itt az igen ritka fűrészlábú szöcske (Saga pedo), s érdemes megemlíteni egy nagyon szép pókfajt, a fekete-piros bikapókot, valamint az endemikus magyar tarszát.
A terület lepkefaunája is igen gazdag. Találkozhatunk számos kétéltűvel és hüllővel is, például a foltos szalamandrával (Salamandra salamandra) és a pannon gyíkkal (Ablepharus kitaibelii) is. A terület határán lévő patakokban értékes bennszülött halfaj a Petényi-márna (Barbus meridionali petényi).
Igen gazdag a terület madarakban. Madárvilágának ragadozói közül kiemelkedő jelentőségű a kerecsensólyom (Falco cherrug) és a kígyászölyv (Circaetus gallicus) fészkelő állománya. Él itt továbbá fekete gólya (Ciconia nigra), fehérhátú fakopáncs (Dendrocopos leucotos) közép-európai csuszka és rétisas (Haliaeetus albicilla) is.
A leszakadó löszfalakban telepesen fészkelnek a színpompás gyurgyalagok (Merops apiaster). A barlangokban népes denevérkolóniák élnek, például a csonkafülű denevér (Myotis emarginatus), nagyfülű denevér (Myotis bechsteinii) és pisze denevér (Barbastella barbastellus) egyedei.
Több védett cickány- és pelefaj él a területen, valamint a hiúzzal (Lynx lynx) és vidrával (Lutra lutra) (esetleg a terület határában lévő patakoknál) rókával, menyéttel (déli menyét (Mustela nivalis vulgaris)), nyúllal is találkozhatunk.
A nagyobb emlősök közül előfordul Pankos-tetőn muflon, szarvas, gímszarvas, őz, vaddisznó.

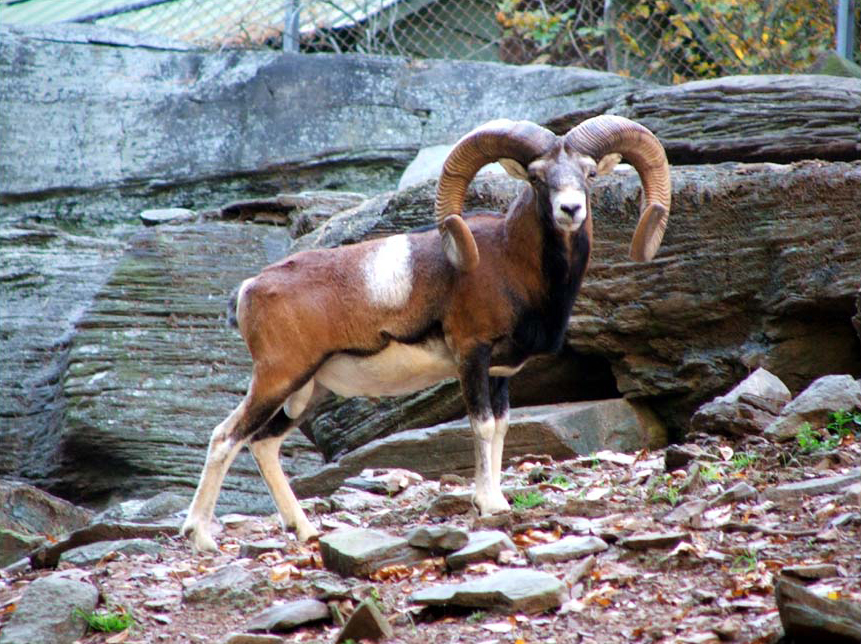
A muflon, bár nem őshonos faj Magyarországon, de kisebb nagyobb csapatai előfordulnak Pankos-tetőn is.

#### Természetvédelmi táj
Pankos-tető a Duna–Ipoly Nemzeti Park területén fekszik.
A Duna-Ipoly Nemzeti Park Magyarország egyik legfiatalabb nemzeti parkja. Területe 59 295 ha, ebből 8417 ha fokozottan védett. A nemzeti parkot olyan, már régebben védett területek alkotják, mint a Pilisi Természetvédelmi Tájegység (Korábban Pilisi Tájvédelmi Körzet), a Börzsönyi Tájvédelmi Körzet, kiegészülve a Duna és az Ipoly völgyében található más értékes területekkel.
Pankos-tető a Pilisi Természetvédelmi Tájegység déli felében fekszik, annak csak kisebb része nem tartozik közvetlenül a védett területekhez, s ez a Pankostető üdülőtelep. A Pilisi Természetvédelmi Tájegységen belül terül el a Pilisi Bioszféra rezervátum, amelynek része Pankos-tető (kivéve az üdülőtelepet). 
A bioszféra-rezervátumon belül megkülönböztetnek ún. „magterületet”, amely azon részét jelenti a területeknek, ahol érintetlenül őrzik meg a tájat, vagyis pl. semmilyen erdészeti gazdálkodás sem folyhat adott helyen – ennek a „magterületnek” viszont már nem része Pankos-tető.

## Történelme
Életvilágánál talán csak történelme gazdagabb, színesebb. Pankos-tető s környéke a kőkorszakban kedvező természeti adottságokkal rendelkezett ahhoz, hogy megjelenjen, és tartósan letelepedjen itt az ember. Erről tanúskodik a környéken maradt és az ásatások, valamint egyéb földmunkák során előkerült kezdetleges szerszámainak és fegyvereinek sokasága.

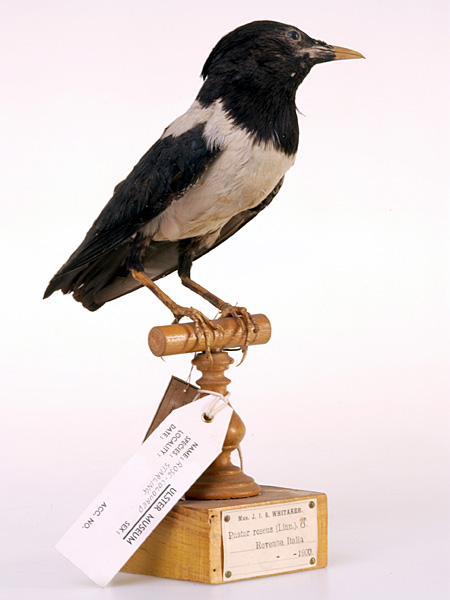
Pásztormadár (Sturnus roseus)

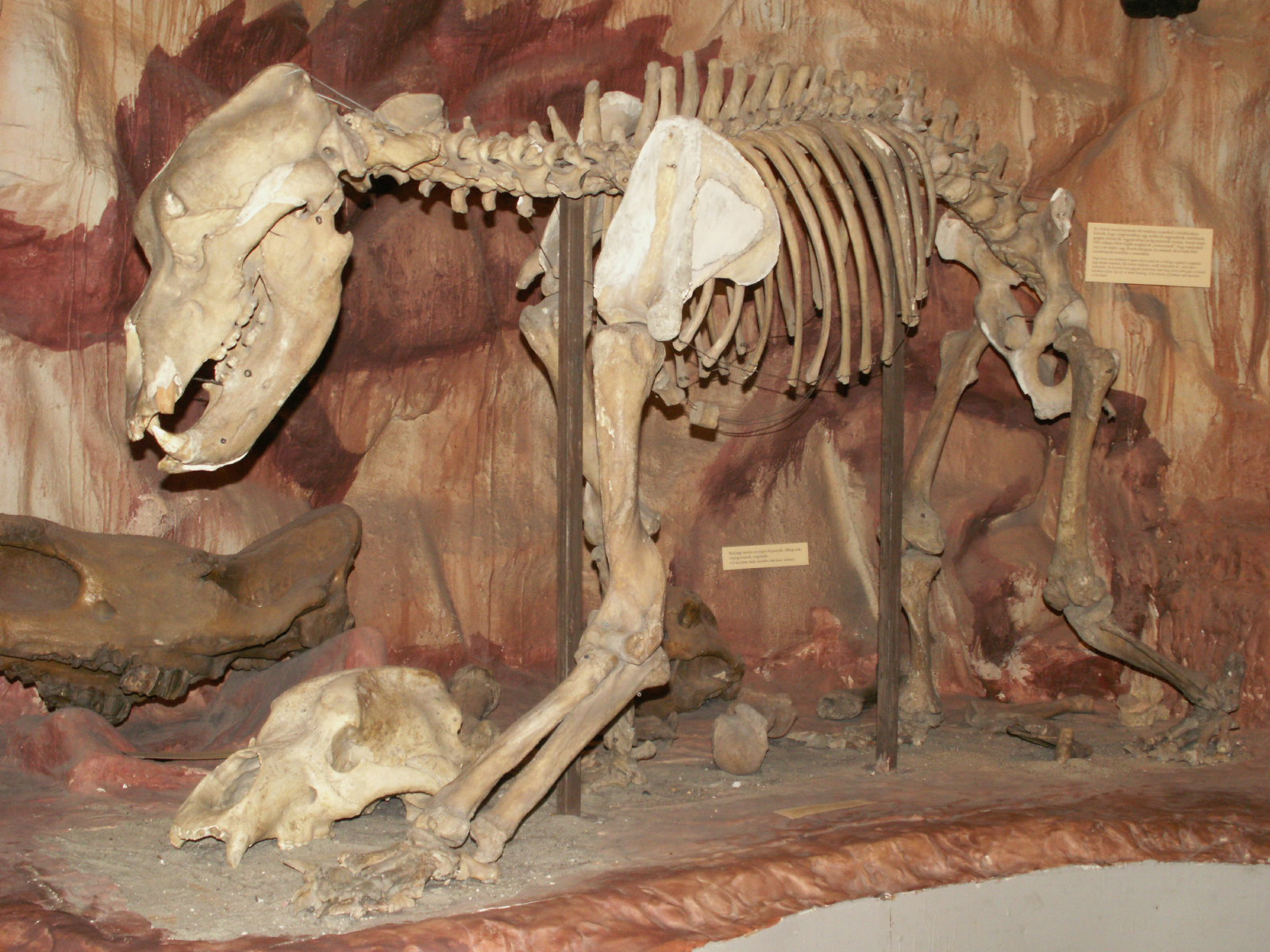
A barlangi medve az ősember egyik legnagyobb vetélytársa volt

Az őskőkor és újkőkor embere a hegység barlangjaiban lakott. Például abban, ami Pankos-tetőtől nem messze, a Pilis délkeleti (Pilisszántó felőli) lejtőjén található 423 méter tengerszint feletti magasságban. Ez az 1. számú kőfülke, amit nálunk Orosdy-barlangnak is neveznek. Kadić Ottokár végzett itt kísérleti ásatásokat 1912-ben, majd később, az 1914-1915 közötti években Kormos Tivadar szinte teljesen feltárta ezt a barlangot. Feltételezi, hogy az ott talált tárgyak vadászó embercsoport szerszámai voltak, amelyet ő “szántói csoportnak” nevezett el. 
Az 1. sz. kőfülkétől mintegy 70 méterre, 386 méter magasságban található a 2. számú kőfülke, amelyet Vértes László tárt fel 1946-ban. Ezekben a barlangokban a jégkorszak idejéből származó 7 réteget találtak, melyek vastagsága összesen 2,5 méter volt. Amik ezekben a rétegekben még évezredek múltán is megmaradtak, azok az időnek ellenálló – kőből és csontból készített – tárgyak. Vannak köztük kőpengék, kőkaparók, csontból készített eszközök, valamint egy csontból kimetszett kisméretű bálvány. Az 1. sz. kőfülkéből egy rézből készült kés is előkerült, a 2. sz. fülkében pedig a vaskorszakból származó két töredéket találtak. Tehát a régészeti feltárások nyomán kibontakozott előttünk a 22 000–16 000 év között élt és tevékenykedett közösség fennmaradt emlékanyaga. Ezenkívül állati csontok sokasága került elő. Ezek kiértékelése után megállapítható a régi és ősrégi idők faunája.
A legalsó rétegből, a Würm jégkorszak elejéről a klímadiktálta állatvándorlást jelez a pásztormadár (Pastor roseus) és a maral (Tyan-San-tól a Bajkálon túlig elterjedt szarvasfajta) csontok jelenléte.
A mérsékelt erdei – erdős-sztyeppei faunába szubarktikus, tajgai elemek hatoltak be, egyben jelzik egy újabb klíma- és ezzel összefüggő faunaösszetétel-változás bekövetkezését. A középső rétegekből barlangi medve, barlangi oroszlán és hiéna, bölény, erdei borz és vaddisznó jelenik meg a leletanyagban.
A kőfülkéknek a jégkorszak közepéhez tartozó felső rétegeiben a már háziasított ló és kutya is megjelenik, valamint az előző rétegből megismert vadállatok mellett a leletek csaknem 80%-át adó rénszarvas-maradványok. A kőfülkében a kutatók véleménye szerint a gyűjtögető és rénszarvasra vadászó népcsoport idején hús- és prémraktárak voltak. Az elejtett állatoknak már csak a kicsontozott húsos részét és a prémjét hordták fel a kőfülkébe. A későbbi időkben a rétegek tanúsága szerint a kőfülkék számtalan esetben szolgáltak menedékül a bronzkor, később pedig a középkor emberének.
Azonban az ember nemcsak a barlangokban élt. Kunyhót is készített magának. Gödröt vájt a földbe és letakarta. Az ilyen gödrök nyomai főleg a Duna partján voltak megfigyelhetők. A későbbi Pilisi- és Visegrádi-hegység ezen korai lakói tehát vadászatból, halászatból és növények, valamint ezek gyökerei és gyümölcsei gyűjtögetéséből éltek. Az újabb kőkorszakban már valamiféle kezdetleges földművelés és háziasított állattartás is megjelenik. Ismerték már az agyagedények készítését is.
A rézkorszakban tovább fejlődött a földművelés és az állattenyésztés. Az egyik lelet tanúsága szerint az ember már ebben a korban ismerte a szekeret. A bronzkorból kezdetleges lószerszámok részei kerültek elő, ami azt jelenti, hogy az embernek már ekkor sikerült a lovat megszelídíteni, munkára fogni. Ez lehetővé tette bizonyos közlekedés fokozatos kifejlődését és ezzel együtt az áru szállítását és cseréjét.
A vaskorszak kezdeteit a szkíták megjelenésétől számítjuk, akik a Fekete-tenger északi tájairól származnak.

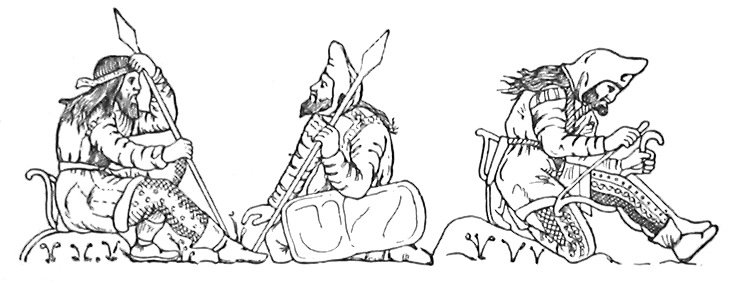
A szkíták

A szkítákat a Franciaország területéről kelet felé vándorló kelták váltották fel. Ezek már kisebb falvak jellegét mutató településeken éltek. Gazdasági életük viszonylag fejlett volt. Ismerték a kézművességet, a fémművességet, agyagedényeiket már korongon formálták meg. Élénk kereskedelmi kapcsolataik voltak Rómával.
A területen eredetileg illír törzsek, pannonok és azalok éltek, majd az i. e. 4. századtól kelta hódítók érkeztek. A kelták uralmának Burebista dák király vetett véget: a dákok az i. e. 50-es években Erdély felől előrenyomulva először a szkordiszkuszokat győzték le, majd i. e. 50 körül a Patissos (Tisza) Tisza folyó mellett lefolyt véres ütközetben a boiokat és tauriszkuszokat. Ettől kezdve a Dunántúl területe dák befolyás alatt állt. Burebista halála után (i. e. 44) királysága szétesett, a dák fennhatóság megszűnt.

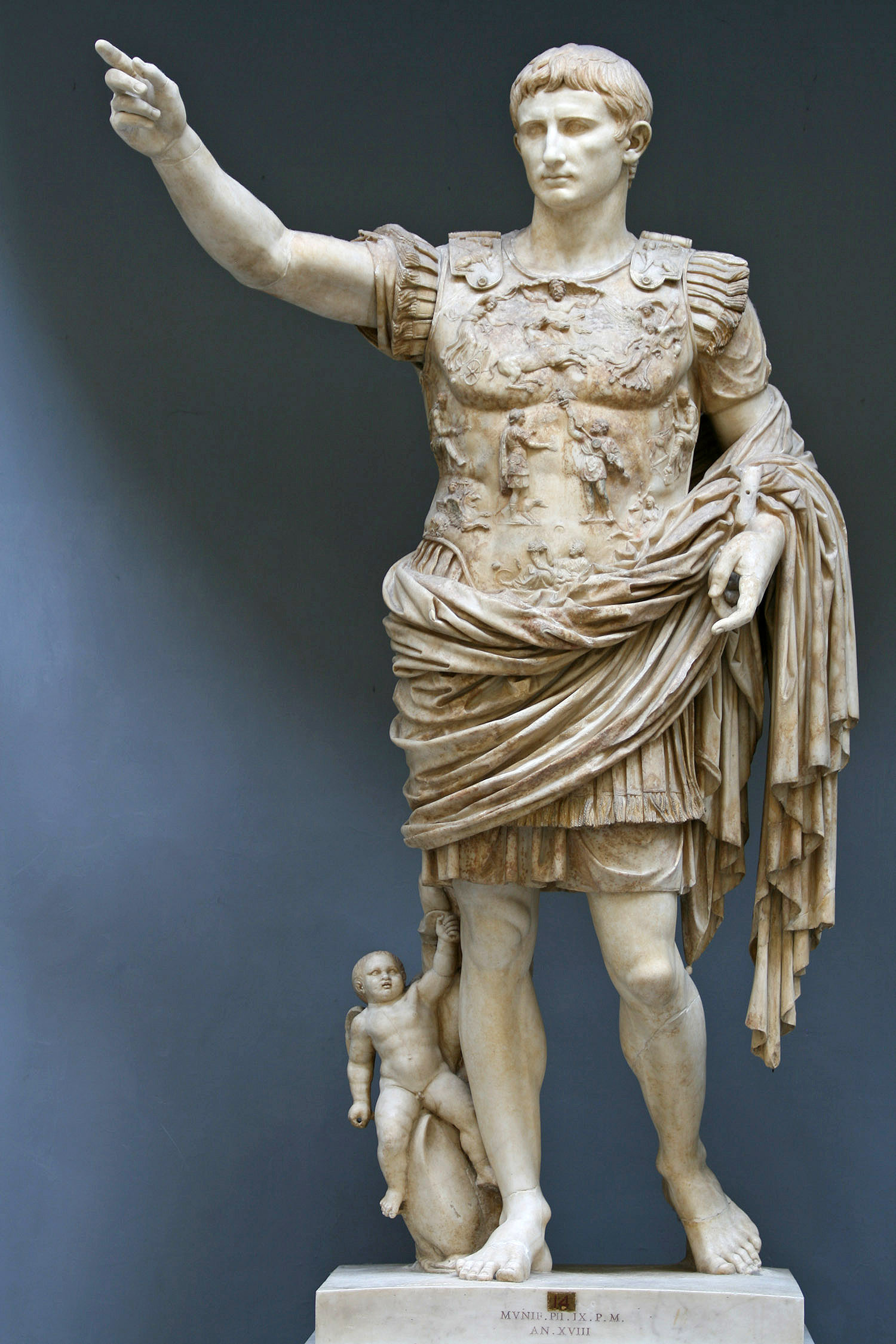
Augustus, az ő uralkodása alatt hódították meg a rómaiak Pankos-tető területét is

Csak az i. e. 1. századra kezdett Pannonia a rómaiak számára is fontossá válni, a térségbe irányuló fokozódó kereskedelmi tevékenységük következtében. Pannonia ugyanis szárazföldi hidat képzett a Balkán és Itália között, illetve itt húzódott az ókor egyik fontos kereskedelmi útvonala, a borostyánút. Pannonia tartomány meghódítása több részletben történt, i. e. 35 és i. sz. 49 között. Először, i. e. 35-14 között csak a Balatontól nyugatra lévő területeket foglalták el római csapatok, stratégiai megfontolásból, mivel itt húzódott a borostyánút. Augustus uralkodása alatt, i. e. 14-9 között került sor a Dráva-Száva közén élő kelta-pannon törzsek (szkordiszkuszok, breukok, amantinok) leigázására északon a Dráva, keleten a Duna vonaláig.
Az újonnan szerzett területekre Illyricum provincia részeként tekintettek a rómaiak. Pankos-tetőhöz az akkori legközelebbi római város Aquincum volt. A katonai telepektől és hadiutaktól távolabb eső helyeken a rómaiak jelenléte a 2. századig alig volt észlelhető. Sokáig megmaradt a régi törzsi szervezet. A Duna vonalát őrző légiók és útbiztosító alakulatok állományát javarészt szintén a helybeli lakosság szolgáltatta.
Traianus császár idején, 106-ban a tartományt kettéosztották. Pannonia Inferior (Alsó-Pannónia) székhelye Aquincum lett, míg Pannonia Superior (Felső-Pannónia) székhelye Carnuntum maradt. A két terület határvonala Nagy Károly korában a Rába (Narrabo) folyó volt. Pankos-tető a Pannonia Inferior tartomány részhez tartozott. A pannoniai területeket 166-ban elözönlötték a germán törzsek. 174-75-re sikerült visszaszorítani a germánokat a Duna túlsó partjára. 409-ben a rómaiak Pannonia Valeriát átadták az időközben Attila vezetésével egyre előretörő hunoknak. A Visegrádi hegységben keresendő valahol Attila hun fővárosa. Egyes források szerint éppen a Pankos-tetőt keletről határoló Holdvilág-árok legdélibb végénél fekvő területen feküdt Attila „fővárosa”, ill. központja.
Pannonia Prima, Pannonia Secunda és Pannonia Savia formálisan még egy ideig a Nyugatrómai Birodalomhoz tartozott, ám végül 433-ban Pannonia Prima is a hunok kezére került. A korábbi pannoniai provinciák teljesen elvesztek, és az 5. század végére a terület teljesen elveszítette római jellegét.

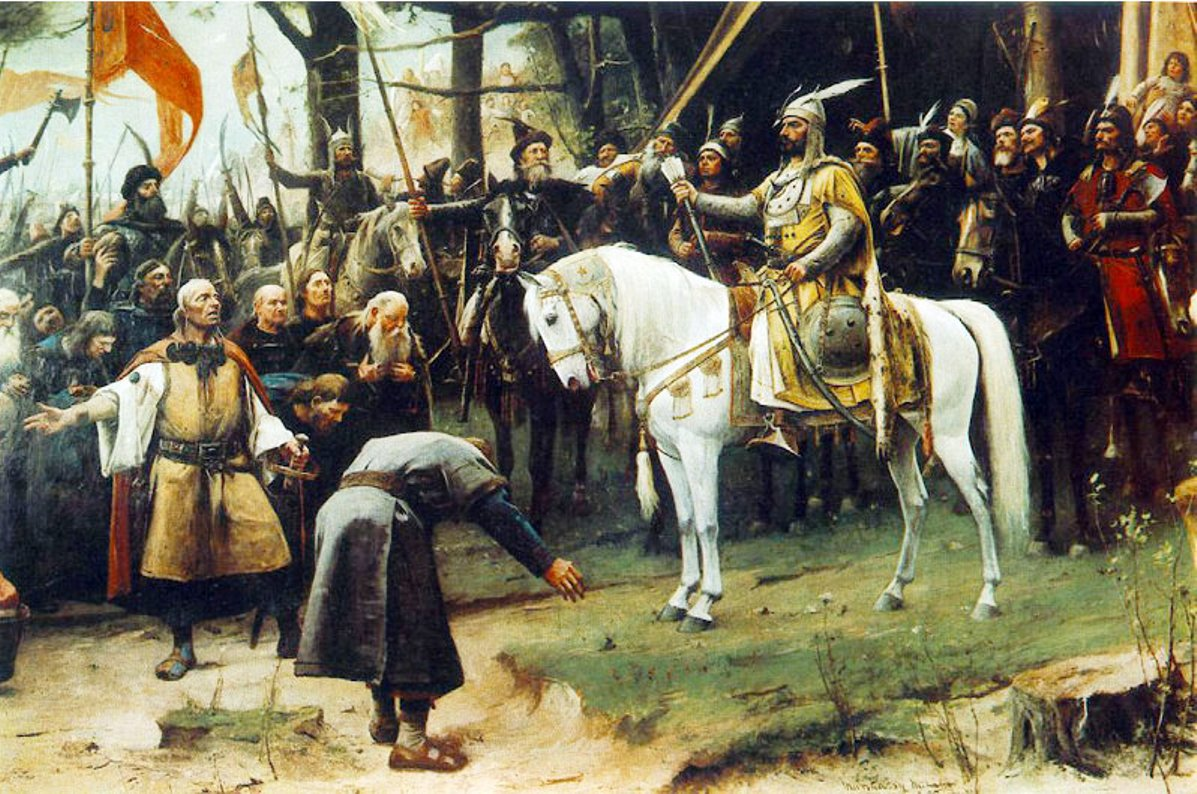
Árpád vezér (festmény), Munkácsy festménye a honfoglalásról

A Hun Birodalom felbomlása (453) után különböző germán törzsek (longobárdok, gepidák) jelentek meg és éltek a hun birodalom romjain. Pankos-tető környékén, így pl. Pomázon a Zdravjáki-i és a Váckert-i ásatásnál kerültek elő longobárd kerámiatöredékek. Avar leletek a környező településekről ismertek.
A honfoglaló magyarok a Pankos-tetőtől nem messzi megyeri réven (Békásmegyer) keltek át a Dunán. Pankos-tetőn illetve környékén a magyar honfoglaláskor gyér szláv népességgel bírt a leletek tanúsága szerint. Pankos-tetőt keletről határoló Holdvilág-árokhoz pedig a honfoglaláskori monda kapcsolódik. A legenda szerint ott van valahol Árpád fejedelem sírja, valamelyik barlangban, bár ezt régészeti leletek egyértelműen nem bizonyítják. Amennyiben a legenda igaz, akkor Árpád fejedelem sírjához a legközelebbi település Pankostető (üdülőtelep).
Amennyiben a fent említett legendák igazak, akkor a mai Pankostető valahol Árpád fejedelem sírja és Attila volt fővárosa közé ékelődik, illetve azokat nyugatról határolja.
A környék életét megtörte a mindent elpusztító török hódítás.
A török kiűzése során Pankos-tetőtől nem messze lévő Szentendre és Pomáz határában 1684. július 8–10. között Lotaringiai Károly átkelt a Dunán és megütközött a törökkel. A csata harmadik napján, 12-én a törökök otthagyták állásaikat és visszavonultak. 
1690-ben Csernovics Arzén pátriárka vezetésével szerbek érkeztek a vidékre (Szentendre, Budakalász, Pomáz, Csobánka) és telepedtek le ott. Időközben a felvidékről szlovák, dél-Németországból német nyelvű lakosság érkezett.

## Népesség
Ma a Pankos-tetőnek nevezett dombháton csak egy állandóan lakott terület van épületekkel, a Pankostető üdülőtelep. A 78 telken időszakosan mintegy 150-200 lakos él, főleg nyaralónak használva az ingatlanjaikat. A népesség összetétele vegyes: a környező kisebb-nagyobb falvak, városok és Budapest lakóinak hétvégi nyaralóiból áll. Etnikailag éppen a szlovák és a szerb etnikai terület határán fekszik. Pomáz felé szerb, Pilisszentlélek felé pedig szlovák kisebbségek élnek. Magán Pankostetőn – lévén elsősorban hétvégi nyaralónak használják a városiak – egyik kisebbség sem képviselteti magát jelentősebb számban.

## Közigazgatás
Pest vármegye területén fekszik. A Pilis-térség, és a Szentendrei járás része a terület.
Formálisan közigazgatásilag a terület Pomáz város része, annak külterülete. Pankostetőt pedig az üdülőtelepnek minősített Pomáz külterületeként tartják nyilván. Pomáz nem veti ki a belterületeken érvényes helyi adók nagy részét, de nem is lát el semmilyen közfeladatokat, kivéve az orvosi körzetek és lomtalanítás kiterjesztését.
Természetföldrajzi szempontból a Duna–Ipoly Nemzeti Park, pontosabban a Pilisi Természetvédelmi Tájegység, azon belül a Pilisi Bioszféra Rezervátum része.
Az elsőfokú környezetvédelmi, természetvédelmi, tájvédelmi és vízügyi hatósági és szakhatósági jogköröket a Közép-Duna-völgyi Környezetvédelmi, Természetvédelmi és Vízügyi Felügyelőség látja el Pankos-tetőn, kivéve a Pankostető üdülőtepelet. E tekintetben a "környezetvédelem" gyűjtőfogalom, amely – többek között – magába foglalja a levegő tisztaságának védelmét, a hulladékgazdálkodást, a zaj és rezgés elleni védelmet, valamint a környezethasználati engedélyezési eljárás lefolytatását is. Az üdülőtelepen a hulladékgazdálkodás (lomtalanítás) tevékenysége közigazgatásilag Pomázhoz tartozik.
Az üdülőtelepen kívüli egyéb Pankos-tetői terület a Pilisi Parkerdő Zrt. gazdálkodásában (kezelésében) van, amely a Magyar Nemzeti Vagyonkezelő Zrt. 100%-os tulajdonában álló zártkörűen működő részvénytársaság.
Pankostető üdülőtelep 100% magántulajdonban van, annak teljes úthálózatával együtt. Kivéve azt a legdélebbi telket, amin a vízszivattyú-telepet létesítették, mert az 2007-ben átkerült a Duna Menti Regionális Vízmű Zrt. kezelésébe és tulajdonába.

## Infrastruktúra

### Úthálózat
Négyfajta út található Pankos-tetőn. Autóval járható betonozott út, murvával ledöngölt és csak földút. Továbbá autóval nem járható keskeny, földes gyalogút.
Betonozott, autóval is járható út csak Pankos-tető déli határán, a Pilisszentkeresztet Pomázzal összekötő 1111-es út, amely kétsávos. Murvával döngölt földutat (egysávos), amely autóval is járható, csak a fent nevezett betonútról Pankostetőre vezető út és Pankostető üdülőtelep saját úthálózatán találunk. 
Autóval járható földút kettő vezet a területen. Egyik a fent nevezett – Pankostetőre vezető útra csatlakozik, s Észak felé vezet, előbb párhuzamosan Pankostető üdülőtelep északi határával, északkeleti irányba, majd utána Észak felé fordul a Száraz-Klanác hegy nyugati lábának irányába. A másik Kiskovácsiból vezet észak felé a Holdvilág-ároktól nyugatra, azzal szinte párhuzamosan a Remete-barlang irányába. Egyéb utak csak gyalogos földes ösvények, túrautak.
Térképen az úthálózatot itt tekinthető meg:
(Forrás: alap térkép: www.pomaz.hu)

### Tömegközlekedés
Pankostető üdülőtelepre a betonozott főútról rámenő út bejáratánál található a Volán társaság két buszmegállója "Pankos-tető" néven. Egyéb tömegközlekedési eszközzel Pankos-tető nem érhető el. A Volánbusz Pankos-tetőt érintő járatának menetrendje itt olvasható.

### Ivóvízhálózat
Ivóvizhálózat 2007 óta van. Kezelője a Duna Menti Regionális Vízmű Zrt., Pankos-tető egyéb területén kiépített vízvezeték-hálózat nincs. Szivattyútelepük elhelyezkedését műholdképen itt tekinthetjük meg:

### Villamosvezeték hálózat
Villamosvezeték-hálózat csak Pankostető üdülőtelepen található. Pankostető elektromos hálózata a E.ON Észak-Dunántúli Áramhálózati Zrt. kezelésében van.

### Csatornázás
Pankos-tetőn sehol sincs csatornahálózat kiépítve.

## Képgaléria

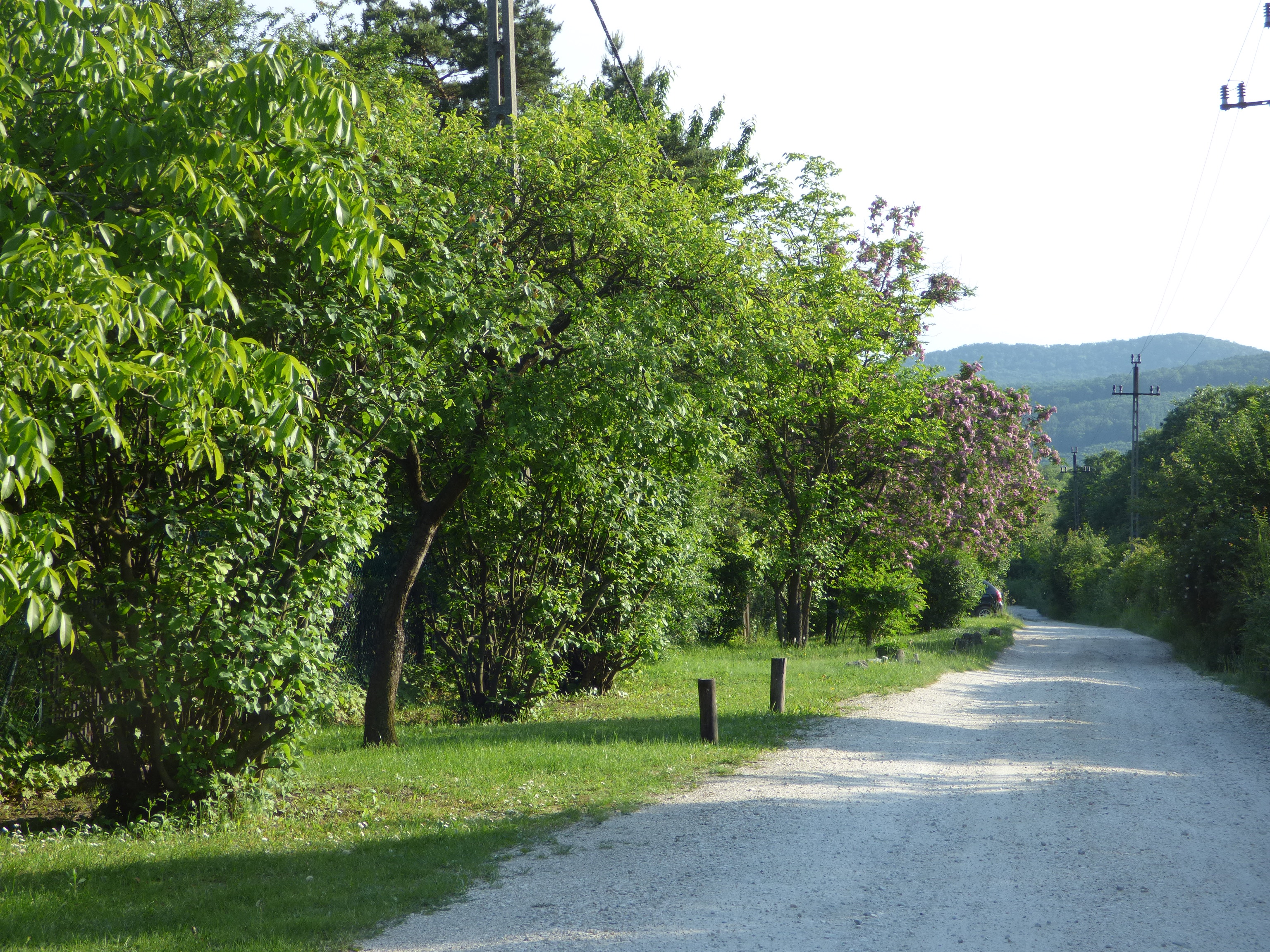
Pankostetői utcakép
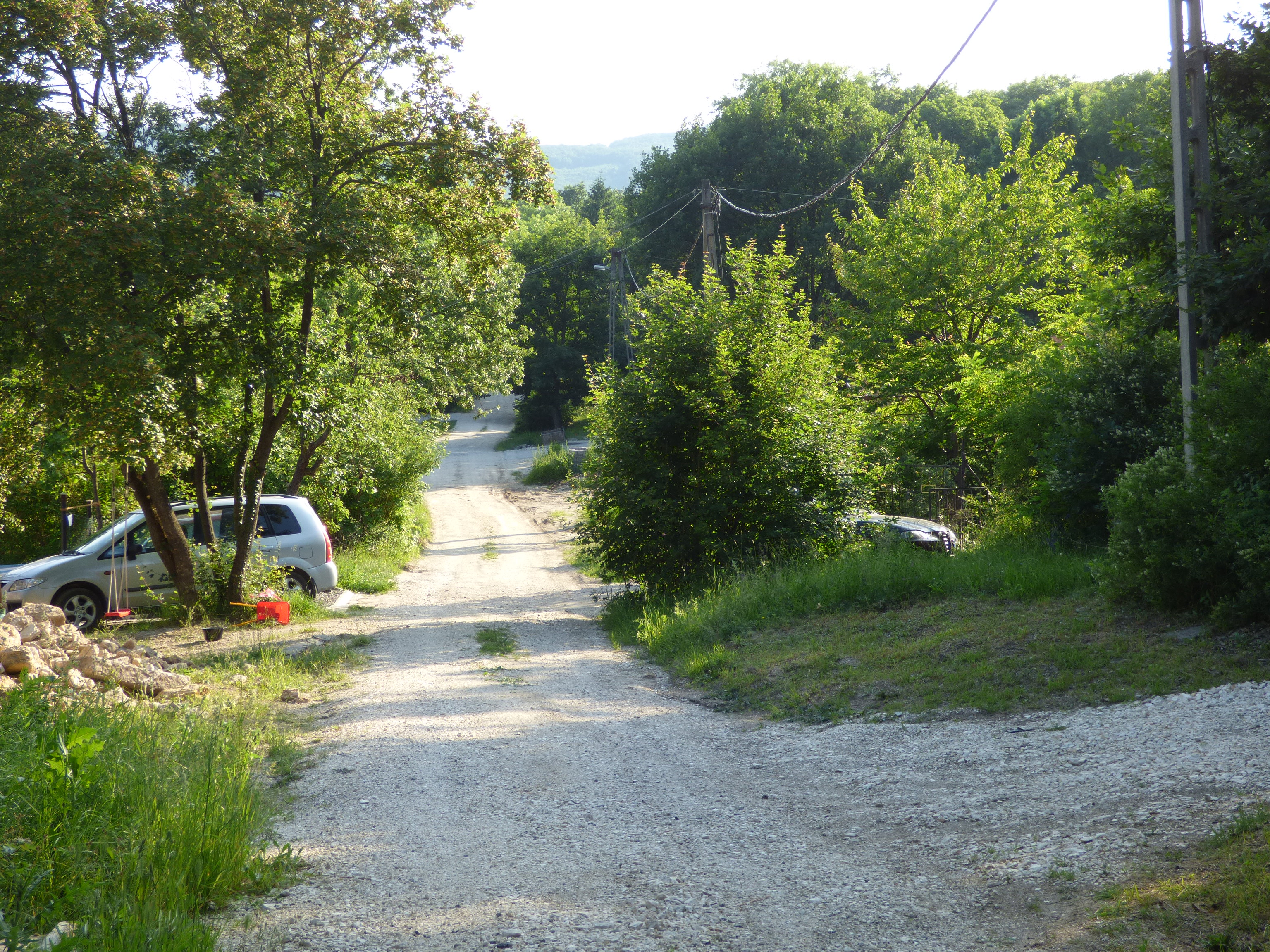
Pankostető, Vackor utcai utcakép
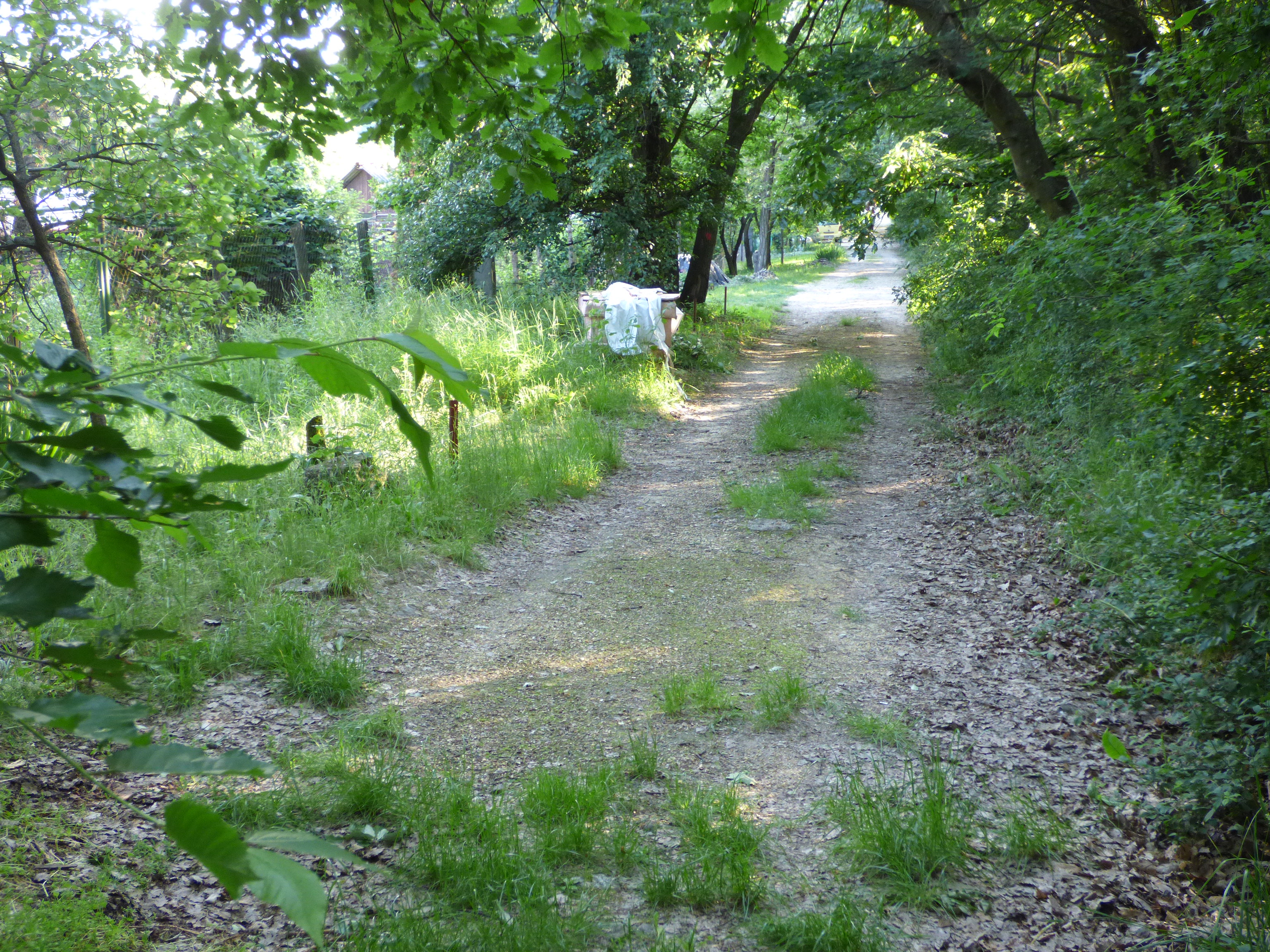
Pankostető, utcakép az erdő felől
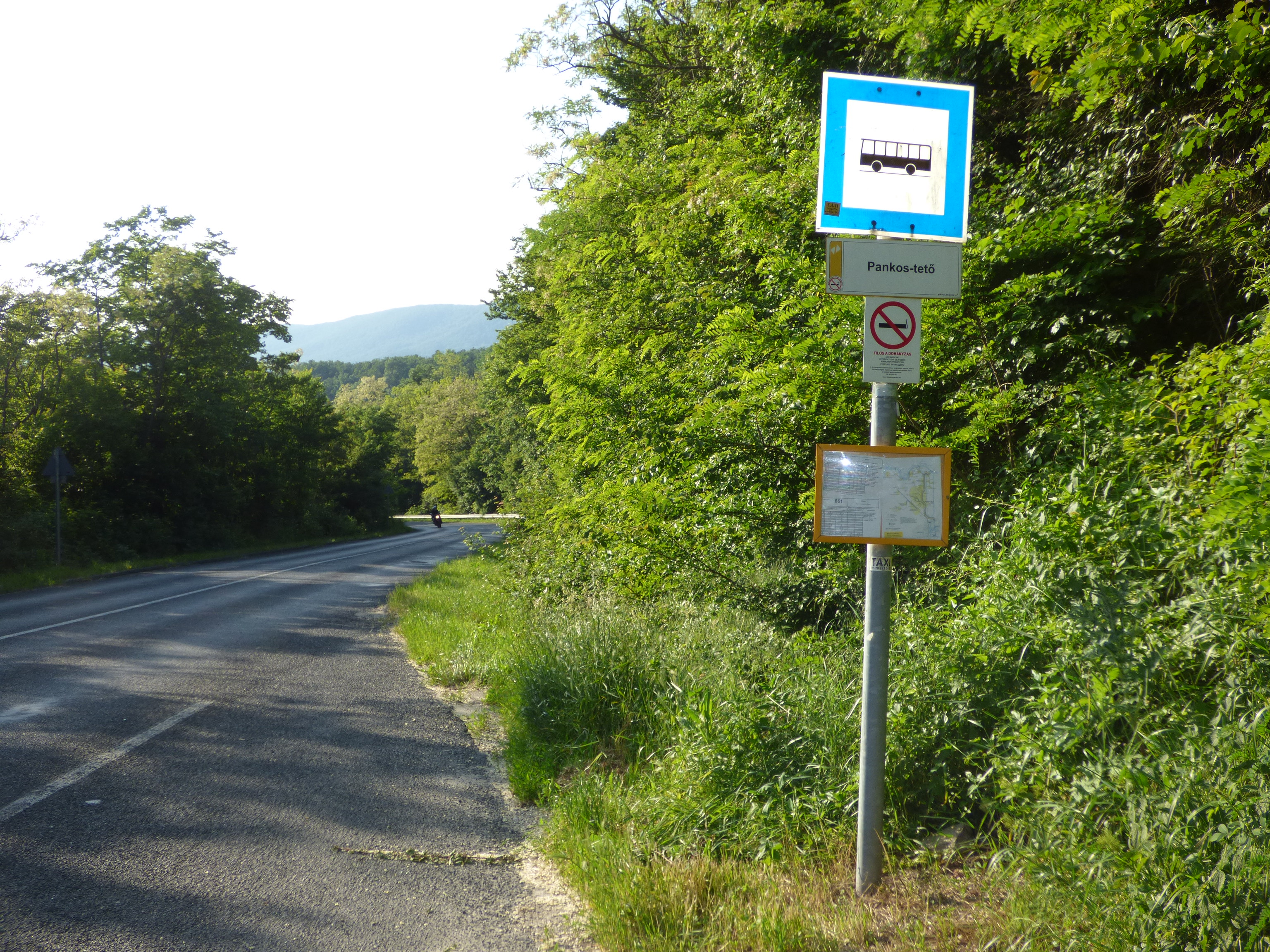
Pankostető buszmegállója (Dobogókő felé)

## Külső hivatkozások
- http://www.pilisiportal.hu%5B%5D